# 大洗町
大洗町（日语：／ Ōarai machi */?）是位于茨城縣中部太平洋沿岸的一个小镇，近年因動畫《少女與戰車》成為新興觀光聖地。
1996年開始舉行一年一度的大洗鮟鱇祭（大洗あんこう祭），原為以當地名產「鮟鱇魚」為主角，利用現煮鮟鱇魚湯或其他相關製品推廣地方觀光，但自從2012年開始由於動畫《少女與戰車》的成功而轉變為以動畫為主軸的祭典。

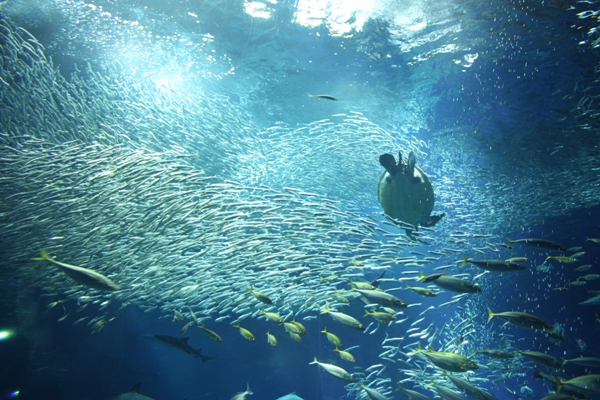
大洗海洋世界中的大型水族箱

## 地理
- 河川：那珂川、涸沼川
- 湖沼：涸沼
- 海濱：大洗海岸

## 名人
- 井川慶（職棒選手）
- 天空海翔馬（大相撲力士）